# Đào Chí Nghĩa
Đào Chí Nghĩa (sinh năm 1982) là một chính trị gia người Việt Nam. Ông hiện là Đại biểu Quốc hội Việt Nam khóa XV nhiệm kì 2021-2026 thuộc đoàn Đại biểu Quốc hội thành phố Cần Thơ, Thành ủy viên, Phó Trưởng đoàn Đại biểu Quốc hội chuyên trách thành phố Cần Thơ, Ủy viên Ủy ban Khoa học, Công nghệ và Môi trường

## Xuất thân
Ông sinh ngày 12 tháng 6 năm 1982,  quê ở phường Hưng Thạnh, quận Cái Răng, thành phố Cần Thơ

## Giáo dục
Giáo dục phổ thông: 12/12
- Chuyên môn, nghiệp vụ: Đại học Kinh tế và Quản trị Kinh doanh
- Học vị: Thạc sĩ Quản lý kinh tế
- Lý luận chính trị: Cao cấp
- Ngoại ngữ: Anh, trình độ C

## Sự nghiệp
Vào Đảng ngày 31/12/2003; chính thức ngày 31/12/2004
- 6/2004 - 1/2010: Cán bộ Văn phòng Thành đoàn Cần Thơ; Ủy viên Ban Thường vụ, Trưởng Ban Thanh thiếu nhi trường học Thành đoàn Cần Thơ, Chánh Văn phòng Thành đoàn Cần Thơ
- 2/2010 - 12/2010: Ủy viên Ban Thường vụ, Trưởng Ban Thanh niên Công nhân-Đô thị và Nông thôn Thành đoàn Cần Thơ; Trưởng Ban Tuyên giáo Thành đoàn; Phó Chủ tịch Ủy ban Hội Liên hiệp Thanh niên Việt Nam thành phố Cần Thơ
- 1/2011 - 11/2012: Phó Bí thư Thường trực Thành đoàn Cần Thơ, Chủ tịch Hội Sinh viên Việt Nam thành phố Cần Thơ
- 12/2012 - 9/2017: Ủy viên Ban Chấp hành Trung ương Đoàn; Phó Bí thư Thường trực Thành đoàn Cần Thơ; Chủ tịch Hội Sinh viên Việt Nam thành phố Cần Thơ; Ủy viên Ban Chấp hành Liên đoàn Lao động thành phố Cần Thơ: Ủy viên Ủy ban Mặt trận Tổ quốc Việt Nam thành phố Cần Thơ
- 10/2017 - 9/2020: Bí thư Chi bộ Thành đoàn Cần Thơ; Ủy viên Ban Thường vụ Trung ương Đoàn, Bí thư Thành đoàn Cần Thơ; Ủy viên Ban Chấp hành Liên đoàn Lao động thành phố Cần Thơ; Ủy viên Ủy ban Mặt trận Tổ quốc Việt Nam thành phố Cần Thơ
- 10/2020 - 12/2021: Thành ủy viên, Bí thư Đảng bộ Thành đoàn Cần Thơ, Ủy viên Ban Thường vụ Trung ương Đoàn, Bí thư Thành đoàn Cần Thơ; Ủy viên Ban Chấp hành Liên đoàn Lao động thành phố Cần Thơ; Ủy viên Ủy ban Mặt trận Tố quốc Việt Nam thành phố Cần Thơ
- 7/2021: Thành ủy viên, Phó Trưởng Đoàn ĐBQH chuyên trách thành phố Cần Thơ; Đại biểu Quốc hội khóa XV, Ủy viên Uỷ ban Khoa học, Công nghệ và Môi trường của Quốc hội; Ủy viên Ban Chấp hành Liên đoàn Lao động thành phố Cần Thơ; Ủy viên Ủy ban Mặt trận Tố quốc Việt Nam thành phố Cần Thơ.